# Phryxe stygina
Phryxe stygina là một loài ruồi trong họ Tachinidae.